# Tectaria filix-mas
Tectaria filix-mas là một loài dương xỉ trong họ Tectariaceae. Loài này được Cav. mô tả khoa học đầu tiên năm 1802.
Danh pháp khoa học của loài này chưa được làm sáng tỏ. 

## Hình ảnh

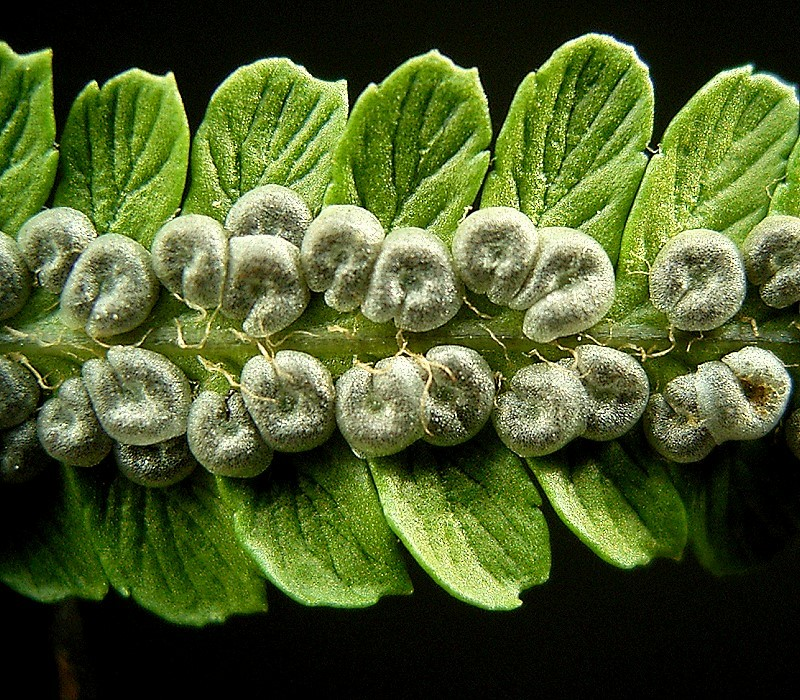
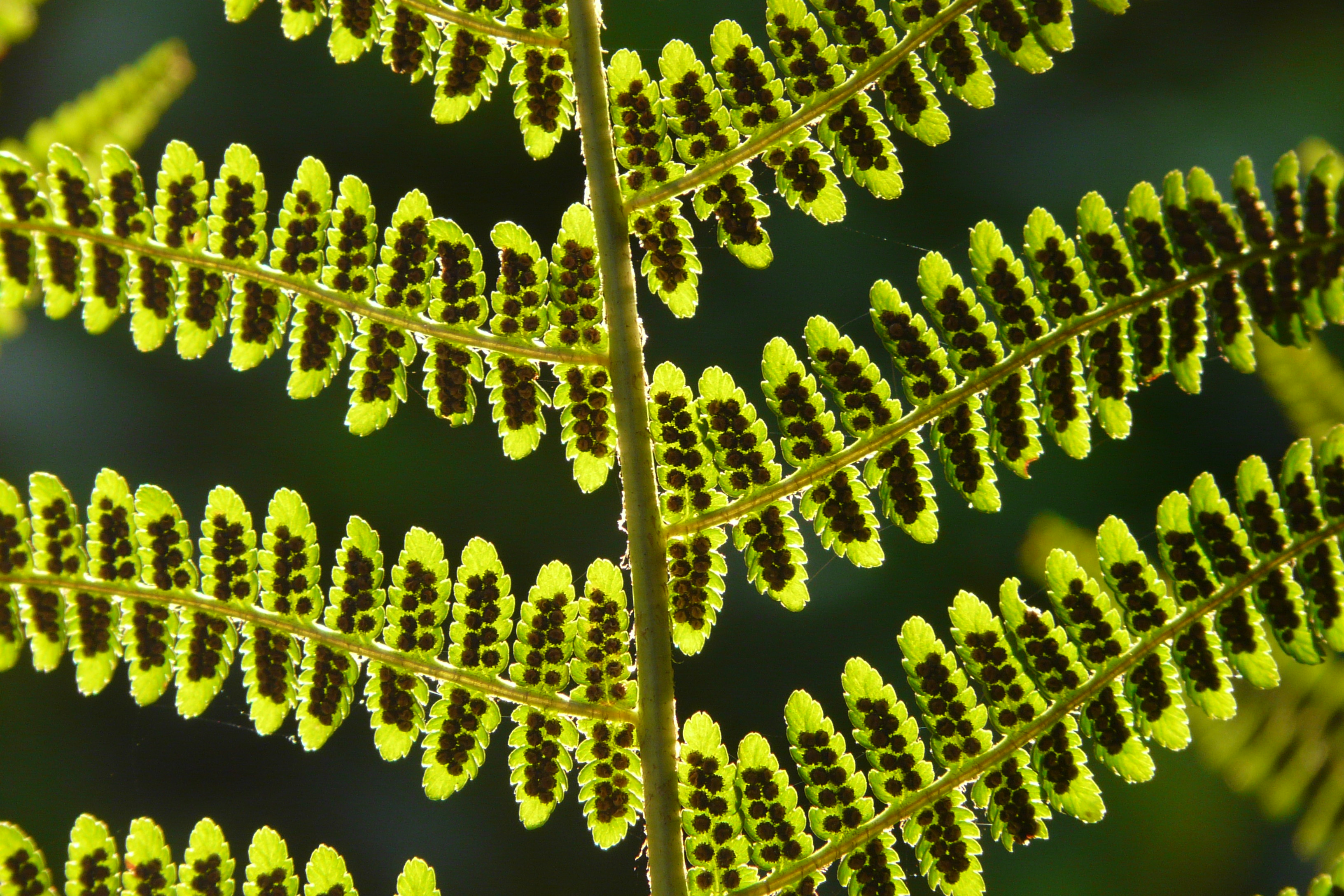
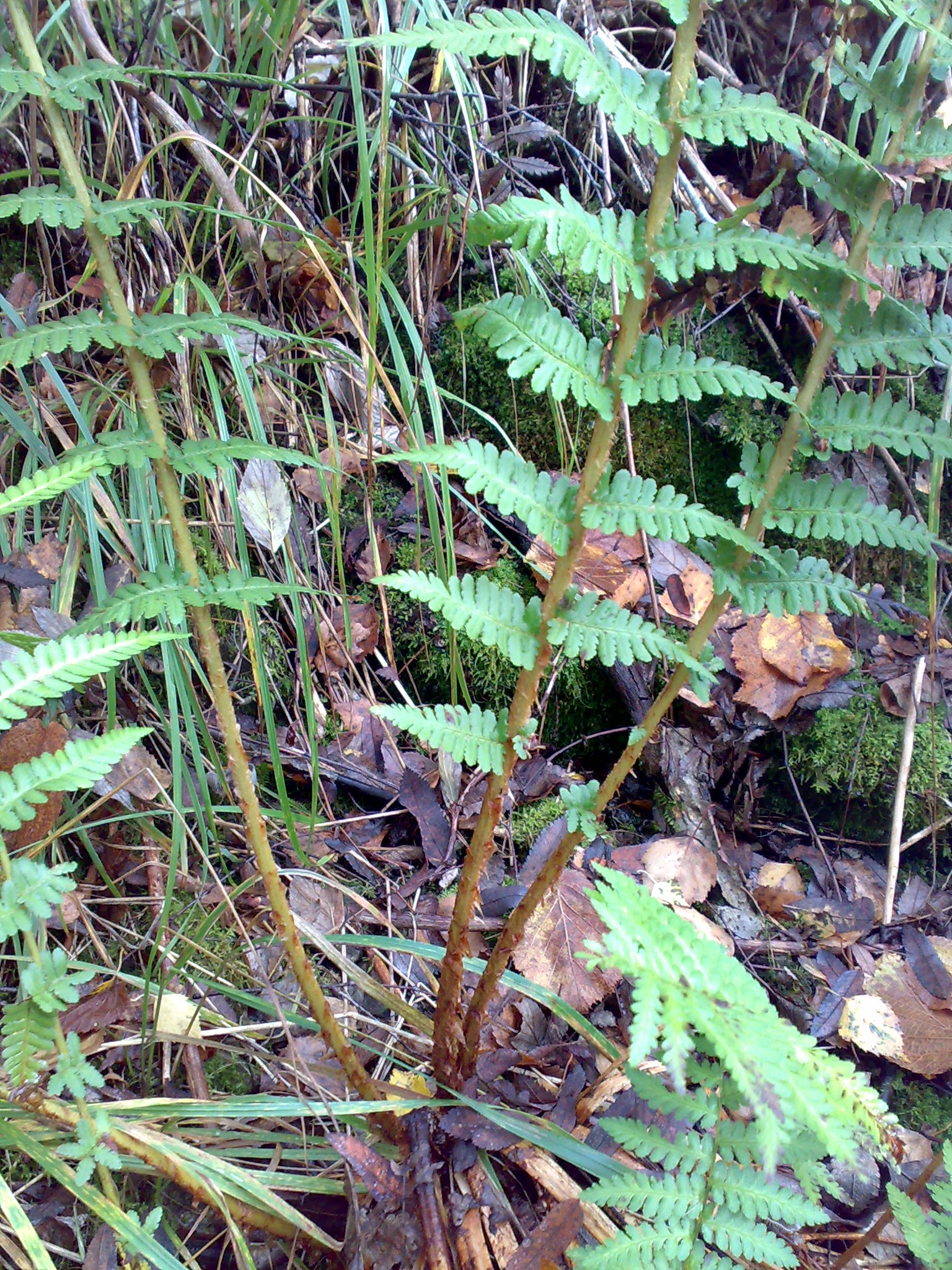